# Hvalfjarðarsveit
Hvalfjarðarsveit és un municipi d'Islàndia, a la regió de Vesturland. Té una extensió de 481 km² i una població de 760 habitants a primer de gener de 2025.
El municipi va ser creat el primer de juny de 2006 mitjançant la fusió dels antics municipis de Hvalfjarðarstrandarhreppur, Innri-Akraneshreppur, Leirár- og Melahreppur and Skilmannahreppur.
Les principals poblacions del municipi són Innnes i Melahverfi í Hvalfirði.

## Economia
Tot i que la regió és majoritàriament rural i poc poblada, la zona industrial de Grundartangi conté una part important de la indústria pesant d'Islàndia i un dels ports més grans del país. El port de Grundartangi va obrir el 1978, operat per Faxaflóahafnir sf, l'autoritat portuària d'Islàndia, i és propietat d'alguns dels municipis veïns.
Una planta de ferrosilici va començar a funcionar el 1979 i ara és el segon productor més gran del món, operada per Elkem. Una planta d'alumini va començar a funcionar el 1998, operada per Norðurál, una filial de l'empresa estatunidenca Century Aluminum. L'empresa Silicor Materials té previst construir-hi una planta solar de silici.